# Rainer Schüttler
Rainer Schüttler (Korbach, 25 aprile 1976) è un allenatore di tennis ed ex tennista tedesco.

## Carriera
Schüttler iniziò a giocare a tennis all'età di dieci anni. L'anno in cui la sua carriera ebbe la svolta fu il 2003, quando raggiunse per la prima volta la Top Ten del ranking ATP dopo nove di anni di carriera professionistica e arrivò in finale all'Australian Open. In quell'anno divenne il primo tennista tedesco dai tempi di Boris Becker a raggiungere il quarto turno in tutte le prove del Grande Slam e il primo tedesco a disputare una finale dello Slam dal 1996 quando a riuscirvi fu Michael Stich al Roland Garros.
Nel 2004 raggiunse per la prima volta in carriera la finale di un torneo Master Series a Monte Carlo, battendo al primo turno Guga Kuerten, al terzo Lleyton Hewitt, nei quarti di finale Tim Henman, in semifinale Carlos Moyá, ma dovendosi arrendere in finale a Guillermo Coria. Quella settimana raggiunse la massima posizione in classifica con il quinto posto. Quell'anno Schuettler vinse anche la medaglia d'argento alle Olimpiadi di Atene in doppio con Nicolas Kiefer come partner. Il 2004 fu il sesto anno consecutivo che Schüttler terminò nella top 50 della classifica ATP.
Tornò a giocare gli ultimi turni di uno Slam a Wimbledon 2008 dove si arrivò fino alle semifinali. Al match per accedere alla finale dovette arrendersi a Rafael Nadal, futuro vincitore del torneo, che lo eliminò in tre set.
In Coppa Davis ha giocato un totale di diciotto match con la squadra tedesca vincendone nove.
Ha annunciato il suo ritiro dalla carriera professionistica al termine della stagione 2012, rimanendo tuttavia nel mondo del tennis con l'acquisizione insieme a Ion Țiriac della World Team Cup.
Si è ritirato dall'attività agonistica il 10 ottobre 2012 a causa di un infortunio all'inguine che lo aveva tenuto lontano dai campi nei dieci mesi precedenti.

## Stile
Veniva considerato da molti un giocatore poco spettacolare poiché il suo gioco era caratterizzato dalla regolarità dei colpi da fondo campo. Le sue superfici preferite erano il cemento ed il sintetico.

## Statistiche

### Singolare

#### Vittorie (4)
| Legenda                                                     |
| Grande Slam (0)                                             |
| Tennis Masters Cup (0)                                      |
| ATP Super 9 / Masters Series (0)                            |
| ATP Championship Series / ATP International Series Gold (1) |
| ATP World Series / ATP International Series (3)             |

| N. | Data              | Torneo                                 | Superficie    | Avversario in finale | Punteggio     |
| 1. | 4 gennaio 1999    | Qatar Open ATP, Doha                   | Cemento       | Tim Henman           | 6–4, 5–7, 6–1 |
| 2. | 17 settembre 2001 | Shanghai Open, Shanghai                | Cemento       | Michel Kratochvil    | 6–3, 6–4      |
| 3. | 29 settembre 2003 | Japan Open Tennis Championships, Tokyo | Cemento       | Sébastien Grosjean   | 7–6, 6–2      |
| 4. | 6 ottobre 2003    | Grand Prix de Tennis de Lyon, Lione    | Sintetico (i) | Arnaud Clément       | 7–5, 6–3      |

#### Finali perse (8)
| Legenda                                                     |
| Grande Slam (1)                                             |
| Tennis Masters Cup (0)                                      |
| ATP Super 9 / Masters Series (1)                            |
| ATP Championship Series / ATP International Series Gold (0) |
| ATP World Series / ATP International Series (6)             |

| N. | Data              | Torneo                                       | Superficie  | Avversario in finale | Punteggio          |
| 1. | 5 aprile 1999     | Chennai Open, Chennai                        | Cemento     | Byron Black          | 4-6, 6-1, 3-6      |
| 2. | 3 gennaio 2000    | Qatar Open ATP, Doha                         | Cemento     | Fabrice Santoro      | 6-3, 5-7, 0-3 rit. |
| 3. | 24 settembre 2001 | Hong Kong Open, Hong Kong                    | Cemento     | Marcelo Ríos         | 6(3)–7, 3-6        |
| 4. | 22 ottobre 2001   | St. Petersburg Open, San Pietroburgo         | Cemento (i) | Marat Safin          | 6-3, 3-6, 3-6      |
| 5. | 29 aprile 2002    | Internazionali di Baviera, Monaco di Baviera | Terra rossa | Younes El Aynaoui    | 4-6, 4-6           |
| 6. | 13 gennaio 2003   | Australian Open, Melbourne                   | Cemento     | Andre Agassi         | 2-6, 2-6, 1-6      |
| 7. | 8 settembre 2003  | Brasil Open, Salvador                        | Terra rossa | Sjeng Schalken       | 2-6, 4-6           |
| 8. | 19 aprile 2004    | Monte Carlo Masters, Monte Carlo             | Terra rossa | Guillermo Coria      | 2-6, 1-6, 3-6      |

### Doppio

#### Vittorie (4)
| Legenda                                                     |
| Grande Slam (0)                                             |
| Tennis Masters Cup (0)                                      |
| ATP Super 9 / Masters Series (0)                            |
| ATP Championship Series / ATP International Series Gold (1) |
| ATP World Series / ATP International Series (3)             |

| N. | Data           | Torneo                                       | Superficie  | Compagno        | Avversari in finale            | Punteggio        |
| 1. | 16 luglio 2001 | Stuttgart Open, Stoccarda                    | Terra rossa | Guillermo Cañas | Michael Hill Jeff Tarango      | 4-6, 7–6(1), 6-4 |
| 2. | 3 gennaio 2005 | Chennai Open, Chennai                        | Cemento     | Lu Yen-hsun     | Mahesh Bhupathi Jonas Björkman | 7-5, 4-6, 7–6(4) |
| 3. | 14 aprile 2008 | U.S. Men's Clay Court Championships, Houston | Terra rossa | Ernests Gulbis  | Pablo Cuevas Marcel Granollers | 7-5, 7–6(3)      |
| 4. | 4 maggio 2008  | Internazionali di Baviera, Monaco di Baviera | Terra rossa | Michael Berrer  | Scott Lipsky David Martin      | 7-5, 3-6, [10-8] |

#### Finali perse (5)
| Legenda                                                     |
| Grande Slam (0)                                             |
| Tennis Masters Cup (0)                                      |
| ATP Super 9 / Masters Series (0)                            |
| Giochi olimpici (1)                                         |
| ATP Championship Series / ATP International Series Gold (0) |
| ATP World Series / ATP International Series (4)             |

| N. | Data             | Torneo                                | Superficie  | Compagno         | Avversari in finale             | Punteggio                  |
| 1. | 20 ottobre, 2003 | St. Petersburg Open, San Pietroburgo  | Cemento (i) | Michael Kohlmann | Julian Knowle Jeff Tarango      | 7–6(1), 6-3                |
| 2. | 15 agosto 2004   | Giochi della XXVIII Olimpiade, Atene  | Terra rossa | Nicolas Kiefer   | Fernando González Nicolás Massú | 6-2, 4-6, 3-6, 7–6(7), 6-4 |
| 3. | 4 luglio 2005    | Swiss Open Gstaad, Gstaad             | Terra rossa | Michael Kohlmann | František Čermák Leoš Friedl    | 7–6(6), 7–6(11)            |
| 4. | 18 giugno 2006   | Halle Open, Halle                     | Erba        | Michael Kohlmann | Fabrice Santoro Nenad Zimonjić  | 0-6, 4-6                   |
| 5. | 19 febbraio 2007 | Pacific Coast Championships, San Jose | Cemento (i) | Chris Haggard    | Eric Butorac Jamie Murray       | 5-7, 6(6)–7                |

### Tornei minori

#### Singolare

##### Vittorie (5)
| Legenda tornei minori |
| Challenger (5)        |
| Futures (0)           |

| N. | Data             | Torneo                                | Superficie    | Avversario in finale | Punteggio     |
| 1. | 20 ottobre 1997  | Challenger Eckental, Eckental         | Sintetico (i) | Petr Luxa            | 6–4, 6–1      |
| 2. | 23 novembre 1998 | Portoroz Challenger, Portorose        | Cemento (i)   | Peter Wessels        | 6–3, 6–2      |
| 3. | 13 novembre 2000 | Aachen Challenger, Aquisgrana         | Sintetico (i) | Johan Settergren     | 7–6, 1–6, 6–1 |
| 4. | 30 ottobre 2006  | Aachen Challenger, Aquisgrana         | Sintetico (i) | Evgenij Korolëv      | 6–3, 7–5      |
| 5. | 25 novembre 2007 | Kuala Lumpur Challenger, Kuala Lumpur | Cemento       | Serhij Stachovs'kyj  | 7–6(2), 6–2   |

##### Finali perse (9)
| Legenda tornei minori |
| Challenger (9)        |
| Futures (0)           |

| N. | Data             | Torneo                                      | Superficie    | Avversario in finale | Punteggio        |
| 1. | 16 febbraio 1997 | Lubeck Challenger, Lubecca                  | Sintetico (i) | Geoff Grant          | 3-6, 3-6         |
| 2. | 7 dicembre 1997  | Bad Lippspringe Challenger, Bad Lippspringe | Sintetico (i) | Michael Kohlmann     | 6-4, 6-7, 5-7    |
| 3. | 8 ottobre 2000   | Slovak Open, Bratislava                     | Sintetico (i) | Davide Sanguinetti   | 5-7, 1-6         |
| 4. | 20 agosto 2006   | S Tennis Masters Challenger, Graz           | Terra rossa   | Florian Mayer        | 4-6, 7-5, 2-6    |
| 5. | 25 aprile 2010   | Athens Open Challenger, Atene               | Cemento       | Lu Yen-hsun          | 6-3, 6(3)–7, 4-6 |
| 6. | 2 maggio 2010    | Aegean Tennis Cup, Rodi                     | Cemento       | Dudi Sela            | 6(3)–7, 3-6      |
| 7. | 6 marzo 2011     | Challenger of Dallas, Dallas                | Cemento (i)   | Alex Bogomolov Jr.   | 6(5)–7, 3-6      |
| 8. | 21 maggio 2011   | Cremona Challenger, Cremona                 | Cemento       | Igor' Kunicyn        | 2-6, 6(2)–7      |
| 9. | 28 agosto 2011   | Astana Cup, Astana                          | Cemento       | Tejmuraz Gabašvili   | 7–6(6), 4-6, 6-4 |